# Котвиця (герб)
Котвиця, Якір (пол, Kotwica, Anchora Marina, Stumberg) — шляхетський герб німецького походження.

## Опис герба
Опис згідно класичними правилами блазонування: срібний якір в червоному полі. Клейнод: три срібні страусиних пір'їни.
Первинна форма: У червоному полі срібний якір з кільцем між раменами із золотим мотузом.

## Найперша згадка
Найстаріша печать від 1307. Найбільш ранній геральдичне джерело із зазначенням герба датується 1464—1480 рр. Insignia seu clenodia Regis et Regni Poloniae польського історика Яна Длугоша. Він пише інформацію про герб серед 71 найстаріших родів польського шляхетства у фрагменті: «Kotchwycza alias anchor marina».

## Геральдичний рід
Achmatowicz, Achmeciewicz, Barszczewski, Bartoszewicz, Chamyr, Chawryłowicz, Dziatko, Giedrojć (Juraho-) , Gilewski  Герман , Jesiotrowski, Kęstowicz, Коллонтай (Kołłątaj), Kotwicki, Misiuna, Misiura, Missun, Missuna, Obuchow, Onichimowski, Oniechimowski, Stumberg, Turnowski, Wargira і Wiłkucki.

## Використання в міській геральдиці
Ймовірно, від герба Котвиця походить герб Городні.

## Відміни

Герб Радзиц
Герб Радзиц II
Герб Городні